# Cantó de Tornon

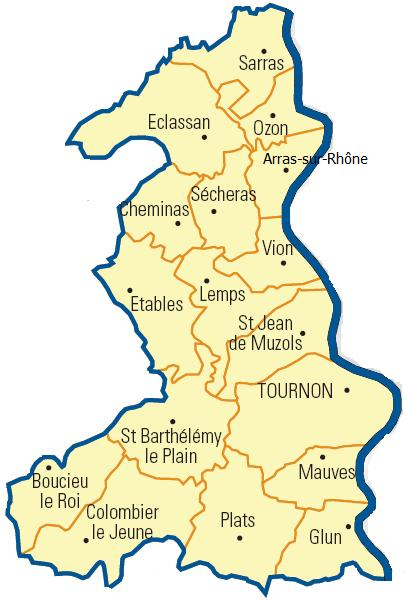
Comunes del cantó

El cantó de Tornon és un cantó francès del departament de l'Ardecha, situat al districte de Tornon. Té 17 municipis i el cap és Tornon.

## Municipis
- Airàs
- Bociu
- Cheminas
- Colombier-le-Jeune
- Eclassan
- Étables
- Glun
- Lemps
- Mauvas
- Auzon
- Plats
- Saint-Barthélemy-le-Plain
- Saint-Jean-de-Muzols
- Sarràs
- Sécheras
- Tornon
- Vion

## Història
| Data d'elecció                           | Identitat            | Partit          | Qualitat |
| ---------------------------------------- | -------------------- | --------------- | -------- |
| 1952-1974                                | Louis Roche-Defrance | RI              |          |
| 1974-1994                                | André Tourasse       | RI, després UDF |          |
| 1994-2001                                | Jean Pontier         | PRG             |          |
| 2001-                                    | Maurice Quinkal      | PRG             |          |
| les dades anteriors no són pas conegudes |                      |                 |          |
|                                          |                      |                 |          |

| 1962   | 1968   | 1975   | 1982   | 1990   | 1999   | 2007   |
| ------ | ------ | ------ | ------ | ------ | ------ | ------ |
| 14.716 | 16.432 | 17.460 | 18.725 | 20.389 | 21.544 | 23.901 |